# Грейторекс, Генри Веллингтон
Генри Веллингтон Грейторекс (англ. Henry Wellington Greatorex; 1813—1858) — англо-американский музыкант.

## Биография
Родился 24 декабря 1813 года (по другим данных в 1816 году) в городе Бёртон-на-Тренте в семье английского музыканта, астронома и математика Томаса Грейторекса.
Получил основательное музыкальное образование от своего отца, который много лет был органистом Вестминстерского аббатства. В 1839 году Генри приехал в Соединенные Штаты, где в 1849 году он женился на художнице Элизе Пратт. До того, как поселиться в Нью-Йорке и работать в качестве учителя музыки и органиста в церкви Calvary Church на Манхэттене, он работал органистом в церквях Хартфорда и соседнего города Уэст-Хартфорд, штат Коннектикут.
Также пел на концертах и в ораториях. В течение нескольких лет был органистом и дирижёром хора в часовне Святого Павла. Генри Грейторекс много сделал для повышения уровня духовной музыки в Соединенных Штатах. Он опубликовал сборник Collection of Psalm and Hymn Tunes, Chants, Anthems and Sentences (Бостон, 1851). Одна из самых известных композиций музыканта Gloria Patri, широко используемая в протестантских конфессиях для пения славословия на службах и по сей день.
Умер 10 сентября 1858 года в Чарльстоне, Южная Каролина.